# 比斯利斯波因特 (新澤西州)
比斯利斯波因特（英語：Beesley's Point）是位於美國新澤西州開普梅縣的普查規定居民點。

## 人口
根據2020年美國人口普查的數據，比斯利斯波因特的面積為5.59平方千米，當中陸地面積為5.51平方千米，而水域面積為0.08平方千米。當地共有人口816人，而人口密度為每平方千米145.97人。